# يانغ مي
يانغ مي (بالصينية: 杨幂) هي مغنية وممثلة صينية، ولدت في 12 سبتمبر 1986 ببكين في الصين.

## وصلات خارجية
- يانغ مي على موقع IMDb (الإنجليزية)
- يانغ مي على موقع ميوزك برينز (الإنجليزية)
- يانغ مي على موقع قاعدة بيانات الفيلم (الإنجليزية)